# مستشفى السلط الحكومي الجديد
مستشفى السلط الحكومي الجديد هو مستشفى يقع في محافظة البلقاء الأردنية وبالتحديد في مدينة السلط. يتكون المشفى من 11 طابقا وبطاقة استيعابية بلغت 350 سريرا وبكلفة إجمالية بلغت 90 مليون دينار أردني. بوشر العمل في المستشفى في عام 2011 وافتتح رسميا في أغسطس 2020 ويعد ثاني أكبر مستشفى في الأردن.